# Chan al-Humr
Chan al-Humr (arab. خان الحمر) – miejscowość w Syrii, w muhafazie Aleppo. W 2004 roku liczyła 2449 mieszkańców.